# William Klein

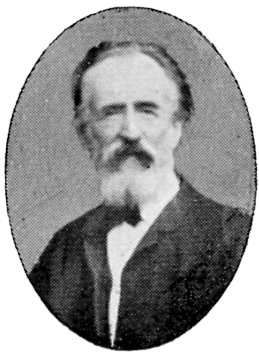
William Klein

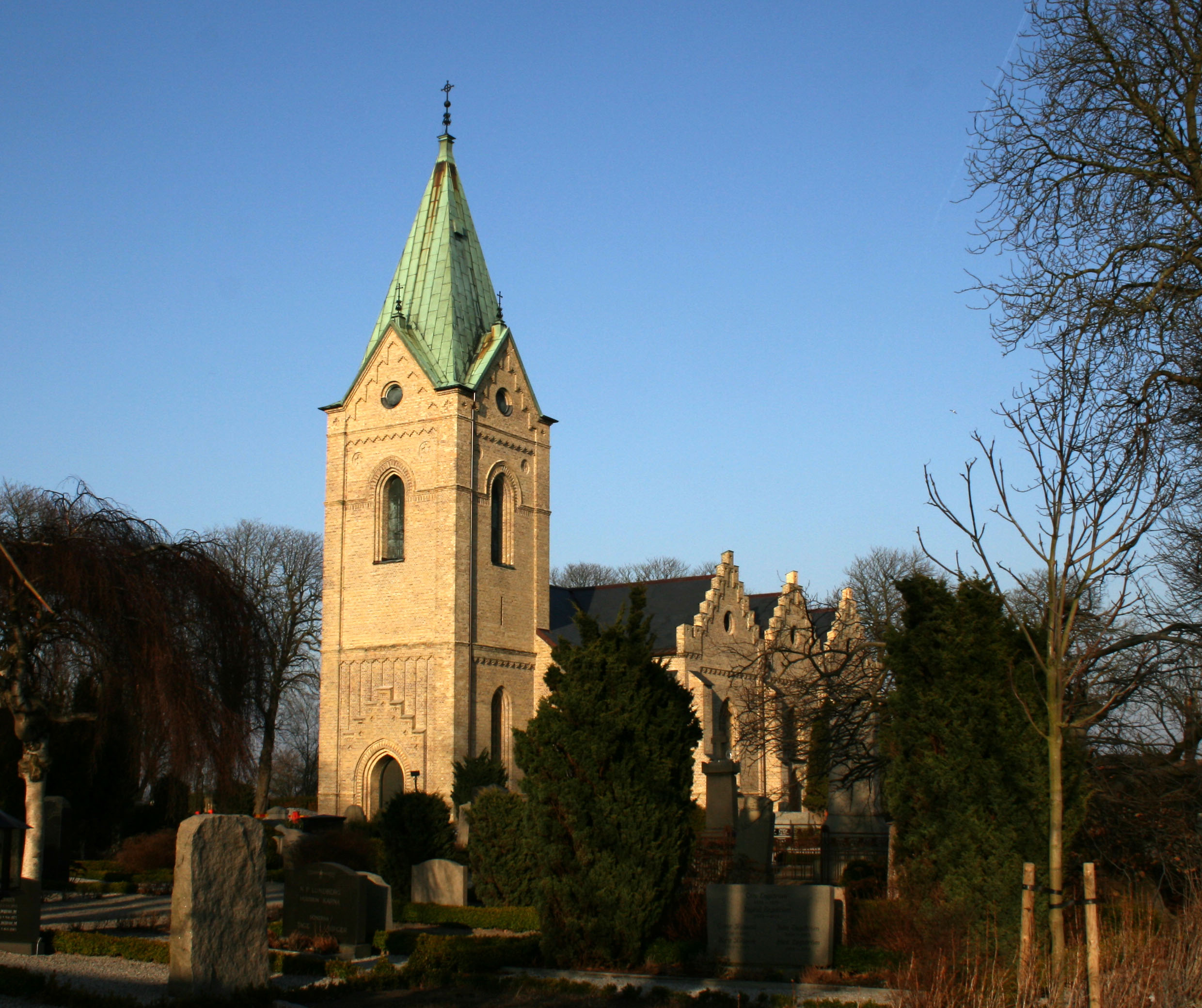
Uppåkra kyrka

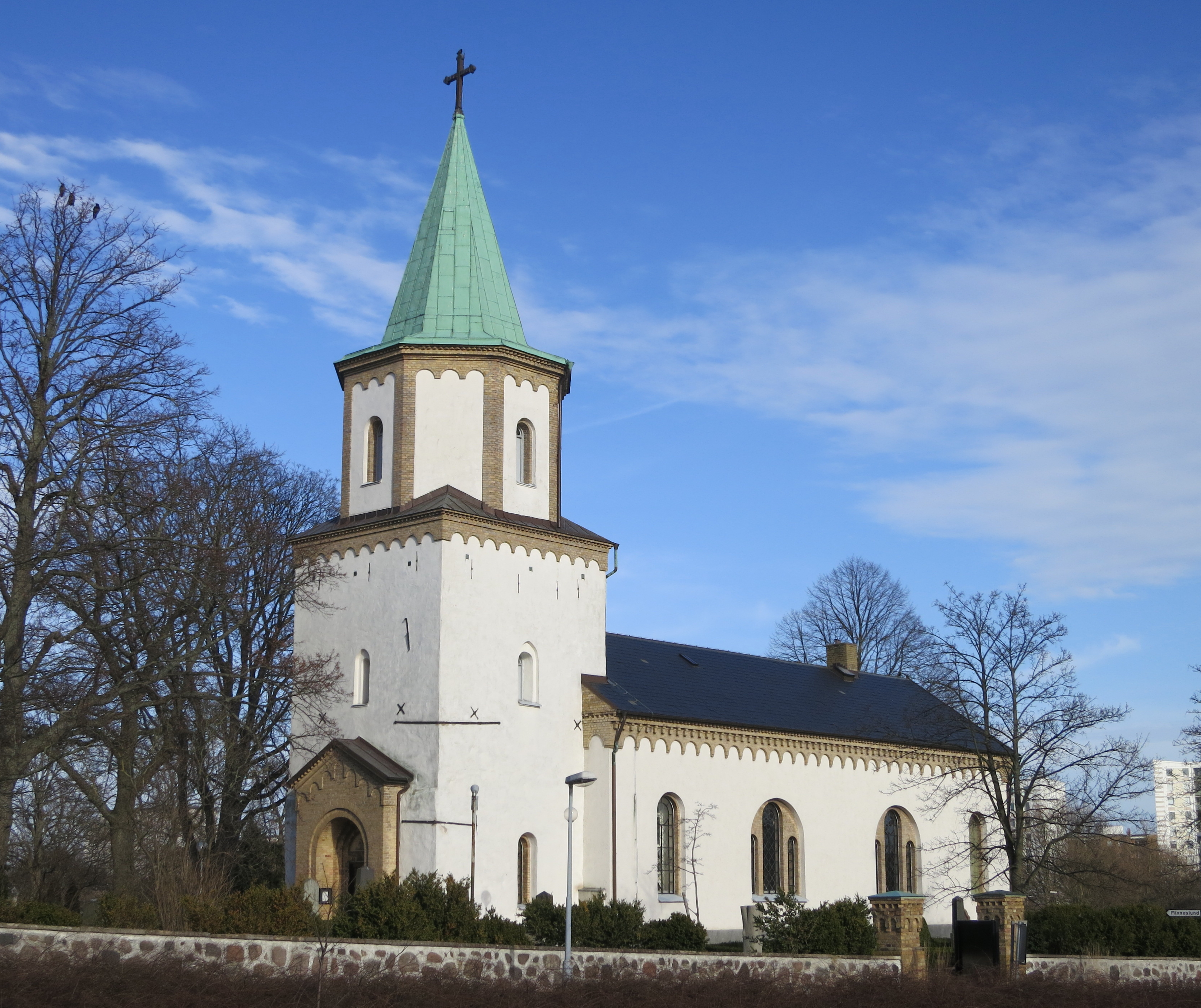
Västra Skrävlinge kyrka

Peter Caspar William Klein, född 23 februari 1822 i Köpenhamn, död 22 maj 1900 i Malmö, var en svensk arkitekt och stadsarkitekt i Malmö 1862–1892. 
Klein utbildade sig på Kunstakademiet i Köpenhamn och blev efter examen anställd hos Gottlieb Bindesbøll i Köpenhamn. Från 1850 var Klein verksam i Malmö och utöver stadsarkitekt är han känd som utställningsarkitekt och utställare, bland annat vid Skandinaviska industriutställningen i Köpenhamn 1872, konstutställningen i Malmö 1851, konstindustriutställningen i Malmö 1856, 1863, 1881 och 1896.

## Byggnadsverk av William Klein

### Verk i Malmö
- Djäknegatan 9, 1863 (K:s bostad)
- Rådhustillbyggnad, Stortorget, 1863
- Östergatan 5, 1873
- Hotell Residens, Adelgatan 7, 1877
- Västergatan 27b och 31, 1880
- Grottan i Kungsparken vid Parkkanalkröken, 1881
- Hotell Horn, senare ombyggt till Hotell Savoy, N Vallg 62, 1886
- Rosquistska stiftelsen (fasader, plan Ch Mortensen), S förstaden, 1882

### Kyrkor i Skåne
- Uppåkra kyrka, 1864
- Västra Skrävlinge kyrka, 1862–1963